# Marlierea excoriata
Marlierea excoriata är en myrtenväxtart som beskrevs av Carl Friedrich Philipp von Martius. Marlierea excoriata ingår i släktet Marlierea och familjen myrtenväxter. Inga underarter finns listade i Catalogue of Life.